# Aragua (comune)
Aragua è un comune del Venezuela situato nello stato dell'Anzoátegui.
Il capoluogo del comune è la città di Aragua de Barcelona.